# Coco Mademoiselle
Coco Mademoiselle è un profumo commercializzato dalla casa di moda Chanel dal 2001, ed indirizzato ad un target più giovane rispetto a quello a cui normalmente si rivolgono i profumi Chanel. Il profumo era stato creato già nel 1978 da Jacques Polge.

## Coco Mademoiselle: il film

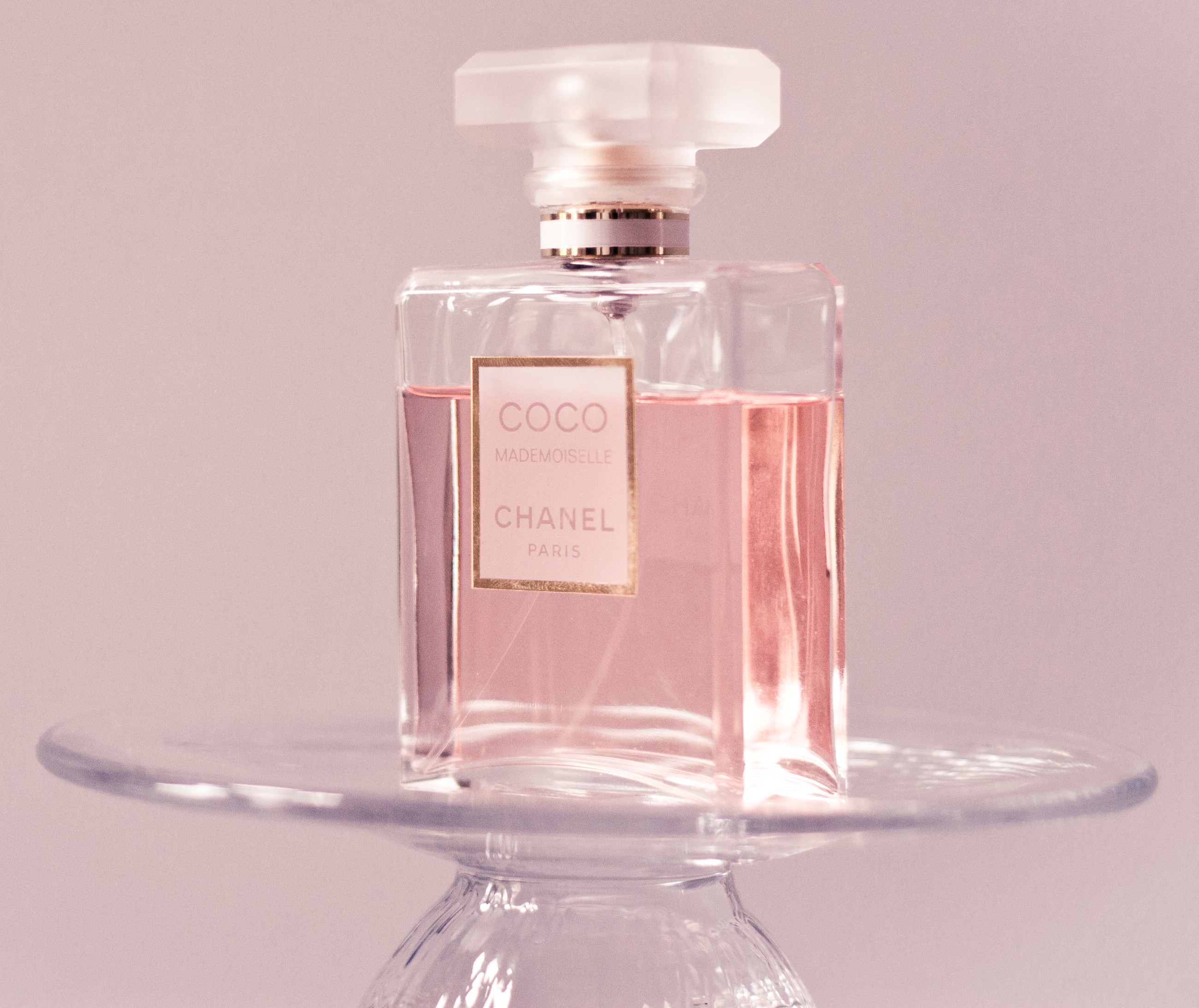
Flacone di Coco Mademoiselle.

Nel 2007, Chanel ha lanciato un filmato promozionale con protagonista l'attrice Keira Knightley nel ruolo di Coco Chanel. Il film è stato diretto dal regista britannico Joe Wright, futuro vincitore di un premio BAFTA, che aveva già lavorato con Keira Knightley nei film Orgoglio e pregiudizio del 2005 e Espiazione del 2007. La cantante soul Joss Stone ha registrato una cover del brano del 1965 L-O-V-E di Nat King Cole proprio in occasione della realizzazione del film.

## Testimonial
Fra le testimonial che hanno prestato la propria immagine per la promozione del profumo si possono citare la modella belga Anouck Lepere, Kate Moss, Nicole Kidman e Keira Knightley. Nel 2008 su vari siti web di moda era rimbalzata la notizia che Emma Watson avrebbe preso il posto della Knightley, benché poi la notizia si sia rivelata falsa.

## Riconoscimenti
Coco Madeimoiselle è stato insignito del riconoscimento FiFi Award come "profumo femminile europeo dell'anno" nel 2002.